# La Chapelle-Réanville
La Chapelle-Réanville är en kommun i departementet Eure i regionen Normandie i norra Frankrike. Kommunen ligger i kantonen Vernon-Nord som tillhör arrondissementet Évreux. År 2018 hade La Chapelle-Réanville 1 097 invånare.

## Befolkningsutveckling
Antalet invånare i kommunen La Chapelle-Réanville
Referens:INSEE